# Ministero dell'economia (Serbia)
Il Ministero dell'economia (in serbo Министарство привреде?, Ministarstvo privrede) è un dicastero del governo serbo responsabile delle politiche economiche della Serbia.
L'attuale ministra è Adriana Mesarović (SNS), in carica dal 2 maggio 2024.

## Storia
Il Ministero dell'economia è stato istituito il 3 marzo 2004 dopo lo scioglimento del Ministero della privatizzazione e della ricostruzione economica che esisteva dal 1991 al 2004.
Il Ministero delle relazioni economiche estere, esistente dal 1991 al 2007, si è fuso nel Ministero dell'economia e dello sviluppo regionale nel 2007.
Negli anni ha cambiato molte aree secondarie della sua giurisdizione. Lo sviluppo regionale è stato aggiunto nel 2007 e successivamente il Ministero del piano nazionale per gli investimenti è stato fuso nel Ministero dell'economia e dello sviluppo regionale nel 2011.
Il Ministero dell'economia è stato riunificato dal 2012 al 2013 con il Ministero delle finanze guidato da Mlađan Dinkić. Allo stesso tempo, lo sviluppo regionale è stato unito all'Autogoverno locale in un ministero unificato (successivamente Ministero della pubblica amministrazione e dell'autonomia locale).
Nel 2013, il Ministero dell'economia è stato nuovamente separato dalle finanze sotto Saša Radulovic.

## Settori
Diversi sono i settori che operano all'interno del Ministero:
- Settore per lo sviluppo economico
- Settore per lo sviluppo delle piccole e medie imprese e l'imprenditorialità
- Settore per le infrastrutture di qualità
- Settore per la cooperazione internazionale e l'integrazione europea
- Settore per le privatizzazioni e i fallimenti
- Settore per il controllo, la supervisione e gli affari amministrativi nel campo delle imprese pubbliche e dei registri delle imprese
- Settore per gli investimenti in progetti infrastrutturali

## Istituzioni subordinate
Esistono diverse agenzie e istituzioni che operano nell'ambito del Ministero:
- Direzione per le misure e i metalli preziosi
- Agenzia per i registri delle imprese
- Agenzia per lo sviluppo della Serbia
- Ente di accreditamento della Serbia
- Istituto per la standardizzazione della Serbia
- Agenzia per le licenze degli amministratori fallimentari
- Agenzia di assicurazione e finanziamento della Serbia
- Agenzia per la gestione delle controversie nel processo di privatizzazione
- Fondo di sviluppo